# Isangel
Isangel est une ville du Vanuatu. Situé sur l'île de Tanna, elle est la capitale administrative provinciale de la province de Taféa. La ville a une population d'environ 1 400 habitants, la plupart d'entre eux Mélanésiens, les principales langues de la région sont le lenakel et la langue nationale, le bichlamar, un créole anglais.
La ville est voisine de Lenakel.